# Старославянская кириллица
Старославя́нская кири́ллица — первая кириллическая азбука из 46 букв, сложившаяся на рубеже IX и X веков для записи старославянского и впоследствии церковнославянского языков. Также — букварь этой азбуки.
Кириллица восходит к греческому уставному письму с добавлением букв для передачи звуков, отсутствовавших в греческом языке. С момента своего создания в Первом Болгарском царстве кириллица была адаптирована к языковым изменениям и в результате многочисленных реформ в каждом языке приобрела свои различия. Разные версии кириллицы используются в Восточной Европе, а также Центральной и Северной Азии. Как официальное письмо впервые была принята в Первом Болгарском царстве.

## Азбука

### Варианты
Ранние версии азбуки отличались от более поздних, применяемых до сих пор в церковнославянских книгах, как по составу, так и по начертанию отдельных букв. Для написания непосредственно памятников старославянского языка XI—XIV веков применялся так называемый устав, происходящий из византийского греческого унциала IX—XI веков и практически ему идентичный. В более поздние периоды (со второй половины XIV века) для записи памятников уже церковнославянского языка применялся так называемый полуустав, который условно подразделяется на старший (конец XIV — начало XV века), схожий с древним уставом, и младший (с XV века). С введением книгопечатания в XV—XVI веках печатный шрифт был отлит по образцу позднего младшего полуустава. Поздний полуустав некоторых памятников иногда принимал вид, близкий к скорописи.
Территориально уставное и полууставное письмо условно подразделяется на два типа: южнославянский (балканский) и восточнославянский (русский), последний в свою очередь делится на два подтипа — западнорусский и восточнорусский (московский).

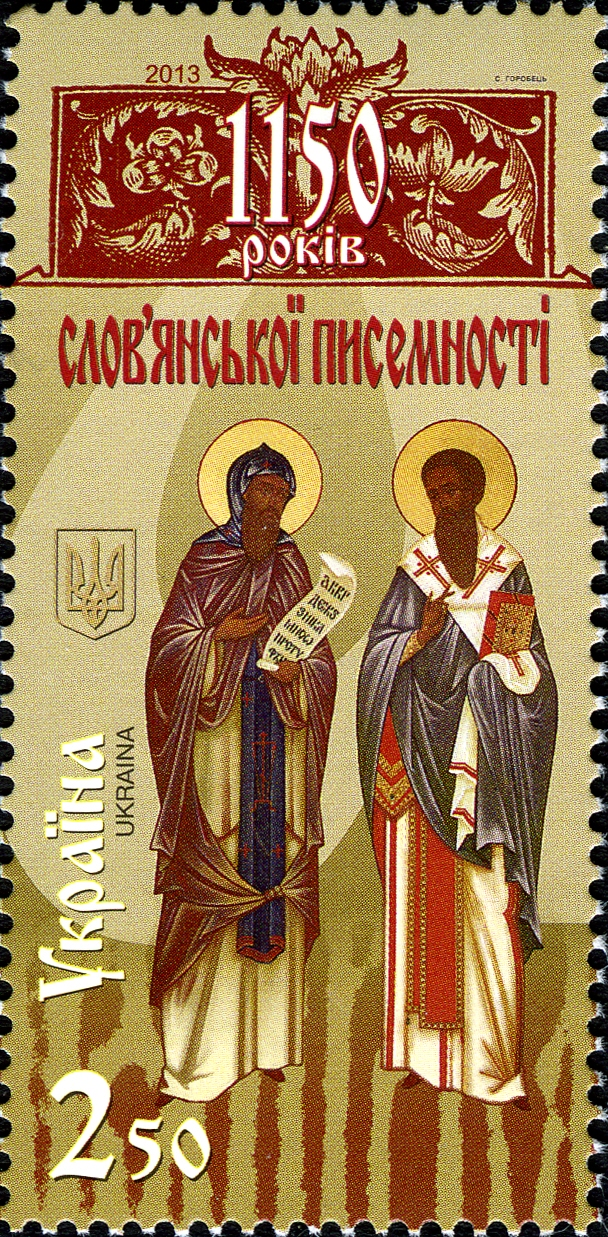
1150-летие славянской письменности, почтовая марка Украины, 2013

По своему составу алфавит ранних памятников отличается от позднего церковнославянского алфавита, применяемого до сих пор. В частности, в древности намного реже применялись греческие буквы, отсутствовали, с одной стороны, начертания ряда букв и имелись, с другой стороны, в наличии другие (в частности «большой юс», «йотированный есть»). В старославянском, в отличие от церковнославянского, отсутствовали строгие правила орфографии. Широкое внедрение греческих букв и нормализация орфографии связываются с эллинизацией и нормализацией XIV—XVI веков (см. Второе южнославянское влияние).
В древнейших памятниках практически отсутствовали знаки придыхания и ударения. Их позднее внедрение связывается с деятельностью южнославянских книжников, в частности Евфимия Тырновского и его последователя — Константина Костенческого, который впервые в «Сказаниях о письменах» чётко сформулировал правила употребления надстрочных знаков.
Знак «титло» применялся уже в древнейших памятниках.
Из знаков препинания в основном применялась точка и её сочетания: двоеточие, троеточие (∴), четвероточие (※) и тому подобные знаки, а также запятая, знак в виде креста (†), переноса (~), цитат (») и другие. Знак вопроса, подобно греческому языку, обозначался точкой с запятой.

### Произношение
По своему принципу старославянская письменность является фонематической, то есть каждая буква обозначает отдельную фонему. Произношение большинства букв более или менее близко к современному русскому языку за рядом исключений:
- Отсутствовала редукция гласных, все гласные произносились чётко и ясно.
- Буквы ѧ и ѫ (их йотированные варианты ѩ и ѭ) обозначали особые носовые гласные звуки переднего и заднего ряда.
- Буквы ь и ъ обозначали особые краткие гласные звуки переднего и заднего ряда.
- Буква ѣ («ять») обозначала особый звук, отличный от е (є).
- Буквы ж, ш, ц обозначали мягкие согласные, в отличие от современных русских твёрдых.
- Буква ѳ («фита») могла произноситься и как [ф], и как [фт].
- Буква ꙉ («гервь») обозначала мягкий согласный [г’].

Существовали также диалектные различия в произношении, это прежде всего:
- Буква щ обозначала звукосочетание [ш’т’] в Болгарии и [ш’ч’] на Руси.
- На Руси и в Сербии буква ѫ («большой юс») и её йотированный вариант ѭ слились в произношении с ѹ и ю. В Болгарии «большой юс» сохранял своё качество, хотя иногда смешивался с ъ.
- На Руси буква ѧ («малый юс») и его йотированный вариант ѩ смешались в произношении с ꙗ. В Болгарии «малый юс» сохранялся до XIII—XIV веков.
- На Руси буквы ь и ъ чётко различались в произношении, в то же время в Болгарии и Сербии было их смешение.
- На Руси буква ѣ произносилась как более узкий вариант е (є) [ê], в то же время в Болгарии оно было близко букве ꙗ [’æ].

### Таблица кириллицы
| №  | Буквы | Юникод    | Глаголица | Старославянское название                                                                             | Древнерусское название                                                                               | Транслит |
| -- | ----- | --------- | --------- | --- | --- | -------- |
| 1  |       | А а       | Ⰰ         | азъ                                                                                                  | азъ                                                                                                  | a        |
| 2  |       | Б б       | Ⰱ         | бѹкꙑ́, читается как букы                                                                              | бѹкꙑ́, читается как букы                                                                              | b        |
| 3  |       | В в       | Ⰲ         | вѣ́ди                                                                                                 | вѣ́ди                                                                                                 | v        |
| 4  |       | Г г       | Ⰳ         | глаго́ли                                                                                              | глаголь                                                                                              | g        |
| 5  |       | Д д       | Ⰴ         | добро́                                                                                                | добро́                                                                                                | d        |
| 6  |       | Є є       | Ⰵ         | ѥстъ                                                                                                 | ѥстъ                                                                                                 | e        |
| 7  |       | Ж ж       | Ⰶ         | живѣ́тє                                                                                               | живѣ́тє                                                                                               | ž        |
| 8  |       | Ѕ ѕ       | Ⰷ         | ѕѣло́                                                                                                 | ѕѣло́                                                                                                 | dz       |
| 9  |       | Ꙁ ꙁ       | Ⰸ         | ꙁємлꙗ́                                                                                                | ꙁємлꙗ́                                                                                                | z        |
| 10 |       | И и       | Ⰹ, Ⰺ      | ижє́                                                                                                  | ижє́                                                                                                  | i        |
| 11 |       | І і / Ї ї | Ⰻ         | ижє́и                                                                                                 | и / ижєи                                                                                             | i        |
| 12 |       | Ꙉ ꙉ       | Ⰼ         | г'е́рвь                                                                                               | ꙉе́рьвь                                                                                               | gj       |
| 13 |       | К к       | Ⰽ         | како́                                                                                                 | како́                                                                                                 | k        |
| 14 |       | Л л       | Ⰾ         | лю́диѥ                                                                                                | люди                                                                                                 | l        |
| 15 |       | М м       | Ⰿ         | мысли́тє                                                                                              | мыслє́тє                                                                                              | m        |
| 16 |       | Н н       | Ⱀ         | нашь                                                                                                 | нашь                                                                                                 | n        |
| 17 |       | О о       | Ⱁ         | онъ                                                                                                  | онъ                                                                                                  | o        |
| 18 |       | П п       | Ⱂ         | покои                                                                                                | покои                                                                                                | p        |
| 19 |       | Р р       | Ⱃ         | рьци                                                                                                 | рьци                                                                                                 | r        |
| 20 |       | С с       | Ⱄ         | слово                                                                                                | слово                                                                                                | s        |
| 21 |       | Т т       | Ⱅ         | тврьдо́                                                                                               | твьрдо́, совр. твердо́                                                                                 | t        |
| 22 |       | Ѹ ѹ / Ꙋ ꙋ | Ⱆ         | ѹкъ, читалось как укъ до падения редуцированных, как ук — сейчас                                     | ѹкъ, читалось как укъ до падения редуцированных, как ук — сейчас                                     | u        |
| 23 |       | Ф ф       | Ⱇ         | фрьтъ                                                                                                | фьртъ, современное название ферт                                                                     | f        |
| 24 |       | Х х       | Ⱈ         | хѣръ                                                                                                 | хѣръ                                                                                                 | x        |
| 25 |       | Ѡ ѡ       | Ⱉ         | оме́га                                                                                                | ѡмє́га                                                                                                | o        |
| 26 |       | Ѿ ѿ       | Ⱉ         | отъ, буква омега + буква тврьдо                                                                      | отъ, буква омега + буква тврьдо                                                                      | ot       |
| 27 |       | Ц ц       | Ⱌ         | ци                                                                                                   | ци                                                                                                   | c        |
| 28 |       | Ч ч       | Ⱍ         | чрьвь                                                                                                | чьрвь, современное название — червь                                                                  | č        |
| 29 |       | Ҁ ҁ       |           | коппа, греческая буква                                                                               | коппа, греческая буква                                                                               | q        |
| 30 |       | Ш ш       | Ⱎ         | ша                                                                                                   | ша                                                                                                   | ŝ        |
| 31 |       | Щ щ       | Ⱋ         | ща                                                                                                   | ща                                                                                                   | ŝc̟       |
| 32 |       | Ъ ъ       | Ⱏ         | ѥръ                                                                                                  | ѥръ                                                                                                  | ŭ        |
| 33 |       | Ꙑ ꙑ       | ⰟⰉ        | ѥрꙑ                                                                                                  | ѥрꙑ                                                                                                  | ū        |
| 34 |       | Ь ь       | Ⱐ         | ѥрь                                                                                                  | ѥрь                                                                                                  | ĭ        |
| 35 |       | Ѣ ѣ       | Ⱑ         | ꙗть                                                                                                  | ꙗть                                                                                                  | æ        |
| 36 |       | Ю ю       | Ⱓ         | лигатура i + оу, нет исторического названия, условное название «йотованный ук» или «йотированный ук» | лигатура i + оу, нет исторического названия, условное название «йотованный ук» или «йотированный ук» | ju       |
| 37 |       | Ꙗ ꙗ       |           | лигатура i + а, нет исторического названия, условное название «йотованный аз» или «йотированный аз»  | лигатура i + а, нет исторического названия, условное название «йотованный аз» или «йотированный аз»  | ja       |
| 38 |       | Ѥ ѥ       |           | | | je       |
| 39 |       | Ѧ ѧ       | Ⱔ         | юсъ малꙑи                                                                                            | юсъ малꙑи                                                                                            | ę        |
| 40 |       | Ѫ ѫ       | Ⱘ         | юсъ большии                                                                                          | юсъ большии                                                                                          | ǫ        |
| 41 |       | Ѩ ѩ       | Ⱗ         | нет исторического названия, условное название «юс малый йотованный» или «юс малый йотированный»      | нет исторического названия, условное название «юс малый йотованный» или «юс малый йотированный»      | ję       |
| 42 |       | Ѭ ѭ       | Ⱙ         | | | jǫ       |
| 43 |       | Ѯ ѯ       |           | ѯї                                                                                                   | кси                                                                                                  | ks       |
| 44 |       | Ѱ ѱ       |           | ѱї                                                                                                   | пси                                                                                                  | ps       |
| 45 |       | Ѳ ѳ       | Ⱚ         | ѳита, читается как фита                                                                              | фита                                                                                                 | θ        |
| 46 |       | Ѵ ѵ       | Ⱛ         | ѵжица                                                                                                | ижица                                                                                                | ü        |

### Происхождение букв
| а | б / в | г | д | е | ѕ     | ꙁ | и | і / ї | к | л | м | н | о | п | р | с | т | ѹ     | ф | х | ѡ   | ҁ     | ѯ   | ѱ | ѳ | ѵ |
| Α | Β     | Γ | Δ | Ε | Ϝ / Ϛ | Ζ | Η | Ι     | Κ | Λ | Μ | Ν | Ο | Π | Ρ | Ϲ | Τ | Ο + Υ | Φ | Χ | Ω ω | Ϙ / Ϛ | Ξ ξ | Ψ | Θ | Υ |

| ѿ     | ꙑ     | ꙗ     | ѥ     | ѩ     | ѭ     | ю     | щ     |
| ѡ + т | ъ + і | і + а | і + є | і + ѧ | і + ѫ | і + ѹ | ш + т |

### Числовые значения
Чтобы отличать буквы от цифр, над буквами с числовым значением пишется специальный знак — титло ◌҃. Этот знак ставится над каждой буквой, либо покрывает всё число.
|         | 1 | 2 | 3 | 4 | 5 | 6 | 7 | 8 | 9     |
| ------- | - | - | - | - | - | - | - | - | ----- |
| Единицы | а | в | г | д | є | ѕ | з | и | ѳ     |
| Десятки | ї | к | л | м | н | ѯ | о | п | ч / ҁ |
| Сотни   | р | с | т | ѵ | ф | х | ѱ | ѡ | ц     |

## Диакритика
Диакритические знаки старославянской кириллицы в основном были заимствованы из греческого языка.
- а́ оксия (Акут): ударение (U+0301).
- а̀ вария (Гравис): побочное ударение (U+0300).
- л҄ знак смягчения: указание палатализации (U+0484).
- а̑ камора (перевёрнутая кратка): ударение в формах множественного и двойственного числа (U+0311).
- а҅ дасия: густое придыхание (U+0485).
- а҆ звательце (устар. звательцо), или псили: тонкое придыхание (U+0486).
- а҃ титло: обозначает аббревиатуры, или кириллические числа (U+0483).
- ї трема: обозначение диерезиса (U+0308).
- а҆́ объединённые звательце и оксия составляют исо.
- а҆̀ объединённые звательце и вария составляют апостроф.
- ѽ объединённые звательце и камора составляют великий апостроф (используется только с буквой омега).

В кириллической скорописи также существовали правила выноса отдельных букв над строкой.